# 亚历山大·拉希奇
亚历山大·拉希奇（1984年3月16日—），塞尔维亚男子篮球运动员。他曾代表塞尔维亚国家队参加2010年国际篮联世界锦标赛和2011年国际篮联欧洲锦标赛。